# Salisbury (North Carolina)
 For alternative betydninger, se Salisbury (flertydig). (Se også artikler, som begynder med Salisbury)
Salisbury er hovedbyen i Rowan County i North Carolina, USA. I 2000 havde byen 26.462 indbyggere. Salisbury har spillet en rolle i USA's historie med blandt andet et stort fængsel til krigsfanger under den amerikanske borgerkrig. Den har mange fredede bygninger, især store herskabshuse.
35°40′06″N 80°28′43″V / 35.6683°N 80.4786°V